# Las Vegas (Spiel)
Las Vegas ist ein Würfelspiel von Rüdiger Dorn. Das Spiel wurde 2012 von der Spiel-des-Jahres-Jury nominiert und erreichte beim Deutschen Spielepreis 2012 den 8. Platz. Ursprünglich wurde es unter dem Titel „Vegas“ vermarktet. Aus namensrechtlichen Gründen ist es seit November 2012 unter dem Titel „Las Vegas“ im Handel. Die Illustrationen stammen von Mia Steingräber und Harald Lieske, herausgegeben wird es in einer dreisprachigen Ausgabe (deutsch, englisch, französisch) bei alea.

## Spielablauf
Zu Beginn des Spiels erhält jeder Mitspieler acht Würfel einer Farbe (oder in einer Variante: zwei zusätzliche Würfel einer neutralen Farbe). Zudem liegen auf dem Tisch sechs Casinos aus. Jedes Casino steht für eine Zahl von eins bis sechs. Zu Beginn des Spiels wird per Zufall an jedes Casino ein einziger oder mehrere Geldscheine verteilt: diese werden am Ende einer Runde als Gewinn an jene Spieler verteilt, die am meisten eigene Würfel in dieses Casino gelegt haben.
Der Spielmechanismus beruht darauf, dass jeder Spieler jeweils mit all seinen verbliebenen Würfeln würfelt und nach jedem Wurf alle Würfel einer beliebigen Augenzahl auf das Casino mit derselben Ziffer setzt (zum Beispiel alle Dreier-Würfel auf das Dreier-Casino). Der Spieler muss in jedem Wurf mindestens einen Würfel in ein Casino setzen.
Ziel des Spiels ist, in Casinos Würfelmehrheiten zu erlangen und dadurch als Gewinn die Geldscheine mit unterschiedlichen Werten zu erhalten. Wer nach vier Runden am meisten Geld gewonnen hat, siegt.
Wenn zwei verschiedene Spieler in einem Casino gleich viele Würfel haben, neutralisieren sie sich: keiner von beiden erhält den Gewinn. Eventuell ist dadurch ein dritter Spieler mit zum Beispiel nur einem einzigen Würfel im betreffenden Casino der Gewinner des ausliegenden Geldscheins. Dieser Mechanismus bietet vor allem gegen Ende einer  Spielrunde Raum für viele taktische Überlegungen, aber auch für überraschende Wendungen abhängig vom Würfelglück.

## Charakterisierung des Spiels
Es handelt sich um ein schnell erklärtes Würfelspiel mit relativ kurzer Spieldauer. Das Würfelglück kann mit taktischen Überlegungen optimiert werden, dennoch bleibt der Glücksfaktor relativ hoch. Durch die Zuspitzung der Spannung auf den jeweils letzten Wurf (der nochmals alles für alle ändern kann) eignet es sich gut auch als Familienspiel.

## Kritiken
„Mit einfachen Mitteln schafft es Vegas, das Wohnzimmer in ein familientaugliches Zockerparadies zu verwandeln: Wie in einem echten Casino steigt mit jedem Einsatz die Spannung. Mit jedem Würfelwurf pendeln die Spieler zwischen Hauptgewinn und Niete – das fesselt! Entsprechend schwanken die Emotionen zwischen Hochgefühl, Ärger und Schadenfreude. Und das vor allem dann, wenn die elektrisierten Zocker das Glück mit ein wenig Taktik und Risiko auch mal erzwingen.“

„Die Regeln sind einfach, aber gerade das spielerische Pokern macht natürlich das Spiel aus, obwohl es kein Poker-Spiel ist, sondern eigentlich ein klassisches Würfelspiel, mit sehr hohem Wiederspielreiz.“